# Janusz Braziewicz
Janusz Mikołaj Braziewicz (ur. 1951 w Zwierzyńcu) – polski fizyk, profesor nauk fizycznych, profesor zwyczajny Uniwersytetu Jana Kochanowskiego w Kielcach.

## Życiorys
W 1975 ukończył studia z zakresu fizyki na Wydziale Matematyki, Fizyki i Chemii Uniwersytetu Jagiellońskiego (magisterium w Zakładzie Fizyki Wysokich Energii). Doktoryzował się pod kierunkiem prof. Mariana Jaskóły na Uniwersytecie Warszawskim. Stopień doktora habilitowanego uzyskał w 1997 w Instytucie Problemów Jądrowych im. Andrzeja Sołtana w oparciu o pracę pt. Atomic L-Subshell Ionisation By Light Ions Bombarding. Tytuł naukowy profesora nauk fizycznych otrzymał 12 października 2006.
Po studiach podjął pracę w Wyższej Szkole Pedagogicznej w Kielcach, przekształconej następnie w Akademię Świętokrzyską i Uniwersytet Jana Kochanowskiego. W kadencji 1996–1999 był dyrektorem Instytutu Fizyki na Wydziale Matematyczno-Przyrodniczym WSP w Kielcach. Na Uniwersytecie Jana Kochanowskiego uzyskał stanowisko profesora zwyczajnego i został kierownikiem Zakładu Fizyki Medycznej. Badania naukowe prowadził również w Zjednoczonym Instytucie Badań Jądrowych w Dubnej (1979–1982) i Instytucie Fizyki Uniwersytetu w Erlangen.
W Świętokrzyskim Centrum Onkologii został kierownikiem Zakładu Medycyny Nuklearnej z Ośrodkiem PET. W 2016 został powołany na konsultanta wojewódzkiego w zakresie fizyki medycznej (pięcioletnia kadencja).
Specjalizuje się w fizyce jądrowej i fizyce zderzeń atomowych. Został członkiem dwóch zespołów w Komitecie Fizyki Medycznej, Radiobiologii i Diagnostyki Obrazowej PAN.
Odznaczony Srebrnym (2005) i Złotym (2021) Krzyżem Zasługi.
Żonaty z Ewą, również fizykiem i nauczycielem akademickim.